# توما لانگمن
توما لانگمن (فرانسوی: Thomas Langmann‎؛ زادهٔ ۲۴ مهٔ ۱۹۷۱) تهیه‌کننده فیلم، بازیگر، فیلم‌نامه‌نویس، کارگردان فیلم اهل فرانسه است. وی از سال ۱۹۸۰ میلادی تاکنون مشغول فعالیت بوده‌است.
از فیلم‌ها یا برنامه‌های تلویزیونی که وی در آن نقش داشته‌است، می‌توان به روزهای افتخار، شب و روز، آستریکس در المپیک، استریکس و اوبلیکس علیه سزار، استریکس و اوبلیکس: مأموریت کلئوپاترا، بلوبری، غریزه جنایت، لحظه‌ای جنون، جستجو و آرتیست اشاره کرد.
وی همچنین برندهٔ جوایزی همچون جایزه انجمن تهیه‌کنندگان آمریکا برای بهترین فیلم، جایزه سزار بهترین فیلم، جایزه بفتای بهترین فیلم و جایزه اسکار بهترین فیلم هشتاد و چهارمین دوره جوایز اسکار شده‌است.